# Euhyponomeutoides albithoracellus
Euhyponomeutoides albithoracellus is een vlinder uit de familie van de stippelmotten (Yponomeutidae). De wetenschappelijke naam van de soort werd in 1954 gepubliceerd door Gaj.